# Rocher du Dragon (Baie de Saint Malo)
Cet article concerne l'île de la baie de Saint Malo. Pour le lieu mystique à Aix-en-Provence, voir Rocher du dragon.
Le rocher du Dragon, ou simplement Le Dragon, est un des nombreux rochers de la  baie de Saint-Malo (Ille-et-Vilaine, France). Il est situé juste au sud-ouest de l'île de Cézembre.   

## Étymologie

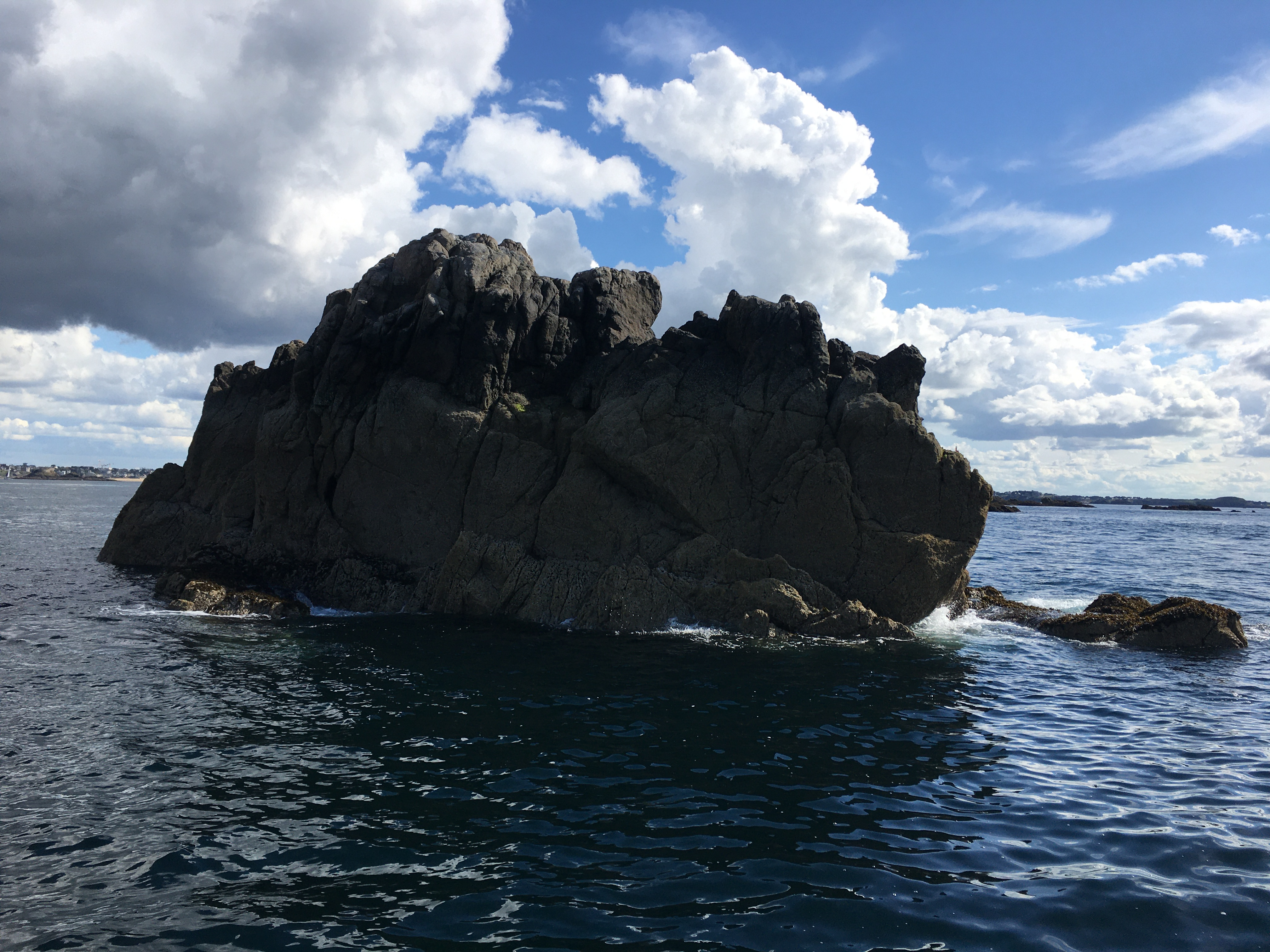
Rocher du Dragon (Baie de Saint Malo)

Il tire son nom dans un premier temps de sa forme caractéristique de crête de dragon mais surtout de la légende bretonne du dragon d'Élorne.
Dans la légende arthurienne, le dragon est l’ennemi spécifique des chevaliers et les traditions populaires ou littéraires nous ont transmis quelques figures de chevaliers tueurs de dragons. Au VIe siècle, trois chevaliers, Jacques de Néventer, Jean-Baptiste Derrien et Barnabé de Riek viennent en aide à Élorn qui avait été désigné par le roi Bristokus comme prochaine victime d'un dragon terrifiant la région. Le dragon fut si surpris d'être défié par 3 chevaliers qu'il se laissa appréhender et conduire par la bride jusqu'au château du roi Bristokus. 
Pour les remercier, le roi donna à chacun la main d'une de ses filles : Edmée, Valentine et Clémentine. Depuis le château, ils commandèrent au dragon de se jeter dans la mer. Ainsi, aujourd'hui, il s'agirait du dos du dragon d'Élorn qui repose sur les fonds marins au large de Saint-Malo[réf. nécessaire].

## Géographie

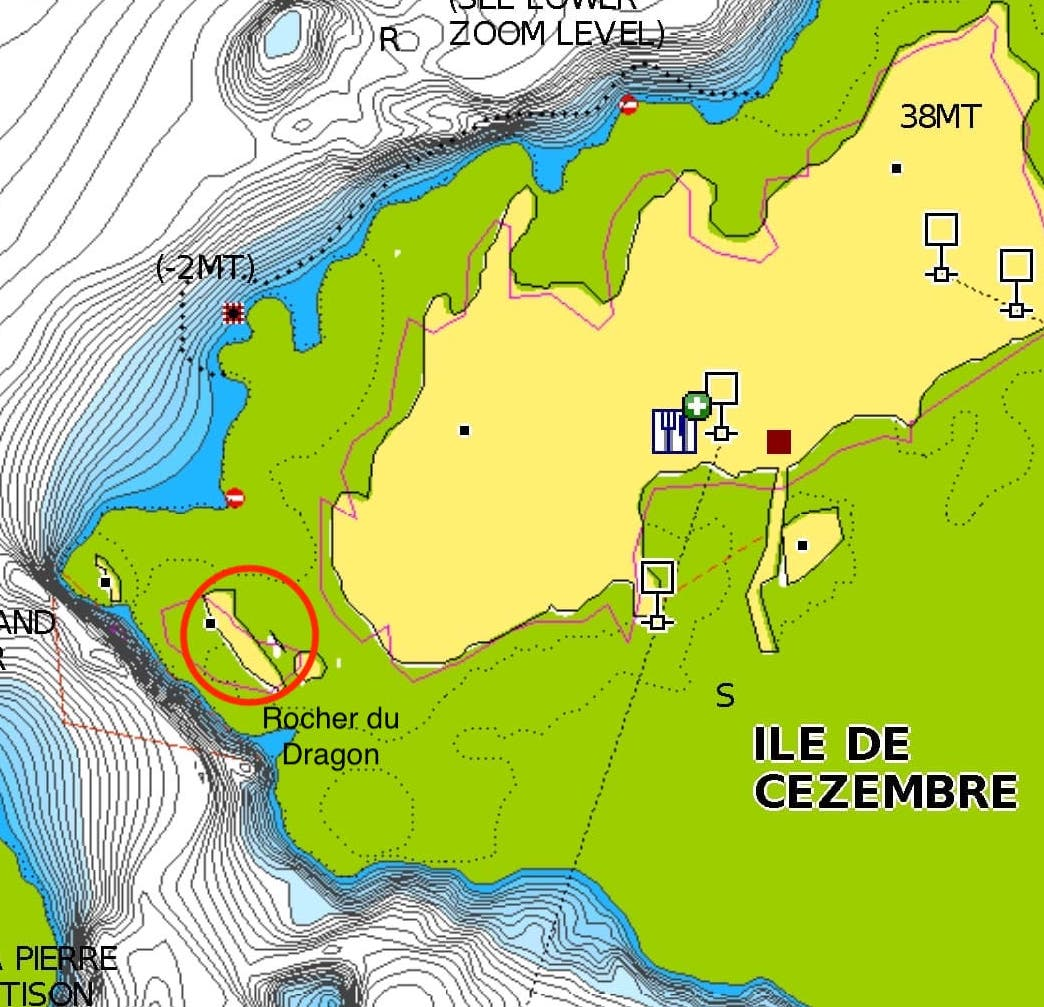
Rocher du Dragon

Le rocher du dragon est situé à une dizaine de mètres au sud-ouest de l'île de Cézembre[réf. nécessaire]
Ses coordonnées GPS dans le système WGS84 sont 48°40'31,61''N 002°04'39,35''W.

### Superficie et accès
Sa superficie est de 21 m2, pour une hauteur de 6,37 m. Il découvre par toutes hauteurs d'eau[réf. nécessaire]. Il n'est accessible que par la mer.